# Bagińskie
Bagińskie – wieś w Polsce położona w województwie podlaskim, w powiecie kolneńskim, w gminie Grabowo.
Na przełomie 1783/1784 wieś leżała na terenie parafii Grabowo, dekanat wąsoski diecezji płockiej i była własnością ośmiu rodzin szlacheckich: Bagińskich, Chudzińskich, Dobrzyckich, Karwowskich, Mierzejewskich, Wiszowatych oraz Rakowskiego i Szymanowskiego. W latach 1975–1998 miejscowość administracyjnie należała do województwa łomżyńskiego.
Przez miejscowość przepływa Skroda, dopływ Pisy.
Wierni kościoła rzymskokatolickiego należą do parafii św. Jana Chrzciciela w Grabowie.